# Малож
Мало́ж — річковий острів на річці Дніпро, на ділянці, де він слугує державним кордоном з Білоруссю. Повністю належить Україні (Ріпкинський район Чернігівської області). Навпроти острова розташоване село Миси.
Довжина острова — 2 км, ширина — 1 км.
Острів утворений головним руслом Дніпра на заході та його рукавом на сході.
Острів вкритий лісами. Є невеличке озеро.
| Україна | Це незавершена стаття з географії України. Ви можете допомогти проєкту, виправивши або дописавши її. |